# Португалски језик
Португалски језик (порт. língua portuguesa- или português) је иберијски романски језик. Службени је језик у Португалији, Бразилу, Анголи, Мозамбику, Гвинеји Бисао, Зеленортским Острвима, Сао Томе и Принципе, Источном Тимору и Макау. Осим тога говори се у Португалској Индији: Гоа, Даман и Дију у данашњој Индији, и у португалској дијаспори.
Са преко 200 милиона изворних говорника, португалски је шести на листи језика по броју говорника на свету и други најраспрострањенији романски језик, иза шпанског.
Португалски језик се проширио светом у 15. веку и 16 веку у доба када је Португал стварао прву и најдуговечнију европску колонијалну и трговинску империју која се протезала од Бразила у Јужној Америци, до Кине и Јапана. Као резултат те експанзије португалски је данас званични језик у осам земаља. Постоји још око двадесет креолских језика који су се развили из португалског. Португалски је значајан мањински језик у Луксембургу, Намибији, Швајцарској и Јужноафричкој Републици. Значајна дијаспора која говори португалским постоји у градовима широм света, као на пример у Паризу у Француској, Бостону, Њу Џерзију и Мајамију у САД те у Јапану.

## Поређење са другим језицима
Најближи рођак португалског језика је галицијски језик (регионални језик у Шпанији).
Португалски језик је по многим особинама веома близак шпанском језику, али у изговору постоје знатне разлике. Португалцима је могуће да, уз вежбу, науче да разумеју шпански и да воде основну конверзацију. За илустрацију, упоредите следеће реченице:
 (португалски)
 (галицијски)
 (шпански)
Скоро све употребљене речи се појављују и у друга два језика, али се у њима ређе користе.
 (португалски са ређе коришћеним речима)
(превод: Она увек затвара прозор пре вечере.)
Постоји и одређен број речи које нису препознатљиве говорницима блиских романских језика. Примери:
| српски                      | шпански         | португалски | бразилска верзија |
| шунка                       | jamón (serrano) | presunto    | presunto (cru)    |
| ауто-механичарска радионица | taller          | oficina     | oficina           |
| канцеларија                 | oficina         | escritório  | escritório        |
| железница                   | tren            | comboio     | trem              |

Постоје регије у којима се паралелно говоре шпански и португалски.

## Правопис
Правопис португалског језика није у потпуности фонолошки, иако је много мање компликован од нпр. француског или енглеског правописа. Истим графемом могу бити представљени различити гласови, а вреди и обратно, исти глас, може, у писању, бити представљен различитим графемима. Постоје три графичка нагласка: акут (á), циркумфлекс (â), гравис (à). Остали дијакритички знаци су: тилда (ã) и дијереза (ü). Циркумфлекс (â) се користи за означавање затворених самогласника (као у esôfago 'једњак'), назалних самогласника (као у amêndoa 'бадем') и назализираних самогласника (као у Amazônia 'Амазонија', câmera 'камера'), а тилда (ã) само за означавање назалних самогласника (као у tobogã 'тобоган', tchã 'чар, драж', cãibra 'грч'). Акут (á) се користи за означавање отворених (оралних) самогласника (као у xícara 'шољица', jacaré 'кајман'), назалних самогласника (као у  'близак, интиман', neném 'беба', refém 'талац') и назализираних самогласника (као у único 'једини'). Гравис (à) се јавља само у стегнутим облицима приједлога a и одређеног члана женског рода a(s) (a + a(s) = à(s)) или показне замјенице aquele(s), aquela(s), aquilo (a + aquel... = àquel...). Дијереза (ü) се користи само у скуповима güe, qüe, güi, qüi, означавајући да овде u има вредност полусамогласника [w]). Од сугласничких графема, за португалски језик су карактеристични диграфи nh, lh и ch, те ç, који, као и у француском језику, има вредност гласа []. Они се не сматрају посебним словима, па се, стога, у речницима nhoque 'њоке' налазе између névoa 'магла' и nicaragüense 'никарагвански'. Апостроф се ретко користи. (Остао је у употреби само у синтагми d'água '(од) воде, водени, (с) водом'). Употреба зареза, ускличника и упитника се углавном поклапа с нашом употребом.

## Изговор
Овде је описан неутрални изговор који се темељи на говору главног града Бразила, Бразилије. То је изговор који следе професионални говорници на бразилској телевизији Глобо и на бразилском државном радију Radiobrás. Многи градови бразилског Југоистока (Бело Оризонте, Жуиз де Фора, Виторија, Гуарапари) имају изговор сличан овоме. У прегледу су кориштени симболи Међународног фонетског друштва (ИПА), уз нека мања одступања, из практичних разлога (употреба симбола č, ž, š, те кориштење [] уместо []).

### Самогласници
У португалском језику, баш као и у стандардном италијанском језику, постоји седам фонемских самогласника: a, i, u (који се, углавном, изговарају као у нашем језику]),  (отворено е; број 3 на схеми самогласника), ê (затворено е; бр.2), ó (отворено о; бр. 7), и ô (затворено о; бр. 6). Отворено е се изговара као самогласник између а и е (наместе се уста као да ће се изговорити е, а изговори се а). Затворено е се изговара као самогласник између и и е (наместе се уста као да ће се изговорити и, а изговори ср е). Слично вреди и за затворено о, које се налази између о и у, те за отворено о, које се налази између о и а. Многе речи променом тимбра самогласника мењају значење (avó значи 'бака', а avô 'деда'; sede (понекад се пише sêde) значи 'жеђ', а sede (понекад се пише séde) 'седиште'). Отвореност вокала у португалском језику има много већу важност него у италијанском и неким другим језицима, тако да ни нема регионалне редукције фонемског инвентара на састав од само пет фонема.
 Изговор графема 
1. Ненаглашено  на крају речи може се изговорити као отворено а [а] или затвореније (бр. 4а, 4б, 4ц, 4д, 4е на схеми самогласника). Изговор зависи од разних фактора, а неки говорници користе више реализација. Примери:  'тетка',  'бразилка'.
2. А испред NH, те A испред наглашеног М или N се изговара назализирано, тј. као []. Долази до носног изговора А, но назал који му слиједи (m, n, nh) такође се изговара. Примери:  'кревет',  'банана',  'купање',  'пирана',  'купаоница'. У неким речима се сваки самогласник између носних сугласника назализира:  'мама'.
3. А испред  или  на крају слога или речи се изговара назално, тј. као []. Назални консонант који следи се не изговара. Примери:  'певати',  'светац',  'поље',  'Иван',  'чар'. Једнаку вредност има и глас представљен графемом Ã:  'жаба',  'маракана',  'чар' (алтернативна графија за tchan).
4. У свим осталим случајевима се изговара као а [а]. Примери:  'ананас',  'мајица за карневал'.

 Изговор графема 
1. Ненаглашено  на крају речи које долази иза самогласника се изговара као ј [] (примери:  'тата',  'краљ'), независно од тога да ли следи иза њега -s:  'гат, мол'. Једнако тако, I између самогласникâ, те I испред завршних самогласника A или O се изговара као ј []:  'купаћи костим',  'церемонија',  'Марио'. I је [] и испред самогласника у ненаглашеном слогу који није на почетку речи:  'међународни'.
2. испред , те испред наглашеног  или  се изговара назализирано, тј. као [ĩ]. Примери:  'моја',  'вино',  'рудник',  'лимета'.
3. испред  или  на крају слога или речи се изговара назално, тј. као [ĩ]. Назални консонант који следи се не изговара. Примери:  'да',  'двадесет',  'чистоћа, чишћење'.
4. се у скуповима -EIR-, -AIX-, -EIX-, -EIJ- најчешће не изговара:  'капоера, бразилски борилачки плес', ' 'фризер',  'каса, кутија',  'риба',  'пољубити'. Слично се догађа и с речима quieto 'миран' и manteiga 'маслац' које се често изговарају , односно .
5. У осталим случајевима се I izgovara kao []:  'видех',  'овде'. Понекад се, код неких говорника, јавља централнија реализација (слична кратком  у енглеском; види вокал 1а на схеми самогласника), чешћа код ненаглашеног .

 Изговор графема 
1. Ненаглашено  на крају речи које долази иза самогласника изговара се као енглеско w [w] (примери:  'зао',  'мој'), независно од тога да му следи -s или не:  'твоји'. Такође, ненаглашено U између самогласникâ, те U у скуповима -GUA-, -QUA-, као и Ü (U с дијерезом) се изговара као [w]:  'афробразилска божица',  'када',  'крвни'.

У ненаглашеном дочетку -UO, U се изговара као [w], који се често испушта:  'трајан, непрекинут'.
1. испред , те испред наглашеног  или  се изговара назализирано, тј. као [ũ]. Примери:  'јуни',  'једини'.
2. испред  или  на крају слога или речи се изговара назално, тј. као [ũ]. Назални консонант који следи се не изговара. Примери:  'ударање',  'стражњица',  'рум'.
3. се у скупу -GUE-, -GUI-, -QUE-, -QUI- никада не изговара:  'гето',  '(електрична) гитара',  'овде'.
4. у диграфу OU најчешће се испушта:  'идем',  'луд'. Изузетак су властита имена:  'Москва',  'Доуглас' итд.
5. осталим случајевима се U изговара као []:  'го, наг',  'црни суп'. Понекад се, у неких говорника, јавља централнији алофон (сличан кратком  у енглеском; види вокал 5а на схеми самогласника), чешћи код ненаглашеног .

Изговор графема Е
1. с циркумфлексом (ê) се изговара као затворено []:  'саучешће',  'беба'. Кад се ê налази испред назала поприма носни изговор [ẽ]:  'миленијум',  'имате, имају',  'клатно'.
2. ' с акцентом (é) се изговара као отворено е [ε]:  'алигатор',  'пропелер'. Једино се у дочецима -ÉM, -ÉNS изговара као затворен, носни самогласник [ẽ]:  'нико',  'бебе'.
3. испред наглашеног вокала се изговара као и [] (или као ј [] у брзом говору):  шетати,  'позориште'.
4. Ненаглашено  на крају речи изговара се као и [] или као енгл. кратко и (види самогласник бр. 1а на вокалном трапезу). [] је карактеристика спорог, наглашавајућег говора, а [бр.1] је учесталији у природноме, спонтаном говору. Примери:  'телефон',  'лавина'. Додавање плуралног наставка -s не мења квалитет самогласника:  'лавине'. E се у суфиксима -TE, -DE у обичном говору често испушта:  'град',  'зуб'. Исто вреди и за плуралне суфиксе -TES, -DES:  'градови',  'зуби'.
5. Везник E (одговара гласу и) се изговара као [] или као затворено [].
6. се у префиксима DE- i DES- изговара као [] (у неким речима) и као [] (у осталим речима):  'после, касније',  'превише'. Предлог de 'од' се обично изговара [], да би се разликовао од коњунктива глагола dar - dê 'дај'. Изузетак је синтагма de repente 'изненада, наједном, изнебуха' у којој се de готово увек изговара као .
7. испред , те испред наглашеног  или  се изговара назализирано, тј. као [ẽ]. Примери:  'лозинка',  'господин',  'отров',  'жуманце'.
8. испред  или  на крају слога или речи изговара се назално, тј. као [ẽ]. Назални консонант (m, n) се не изговара (нпр.  'време' ), или се своди на назално j [ỹ] (нпр.  'без',  'цртица'). Назално j [ỹ] је такође вредност графема E иза Ã и Õ. Примери:  'мајка',  'деонице'.
9. испред завршног, ненаглашеног  или  изговара се као ј []:  'снежна',  'симултан'.
10. се у ненаглашеним суфиксима -IE, IES обично испушта:  'каријес',  'серије'.
11. на почетку речи, након којег следи S или X те још један сугласник, обично има вредност [] (или самогласника бр. 1а с вокалног трапеза):  'четка',  'бити',  '(по)гледати',  'избачен'.
12. у слогу испред наглашених затворених самогласника (i, u или ô), често, у многим речима, може (осим []) попримити и вредност []:  'дечак',  'сигуран',  'опасност',  'господин'.
13. Наглашено , иза којег не долази носни самогласник изговара се, зависно од речи као отворено е [ε] или као затворено е []. Правила нема, те се ради ортоепије мора посегнути за каквим бољим речником. Примери:  'он',  'она',  'одело'.
14. У свим осталим случајевима  се изговара као затворено е []:  'електрицитет',  'честитати',  'тетурати, гегати се, поскакивати',  'електротерапија'.

 Изговор графема 
1. с циркумфлексом (ô) се изговара као затворено о []:  'једњак',  'дед(иц)а'. Кад се ô нађе испред назала поприма носни изговор [õ]:  'Вероника',  'омега'.
2. испред NH, или испред наглашеног  или  се изговара назализирано, тј. као [õ]. Примери:  'сањати, снивати',  'сан, снивање',  'сан, спавање'. O испред  или  на крају слога или речи изговара се назално, тј. као [õ], при чему се назални консонант (m, n) не изговара (нпр.  'талас',  'звук'). Једнако тако, свако o с тилдом (õ) изговара се као затворено, назално õ [õ]:  'односи',  'ставиш'. O иза назалног A (ã) се изговара као назални полусамогласник [w]. Примери: pão 'kruh', mãos 'руке' итд.
3. Ненаглашено  на крају речи изговара се као енгл. кратко u (види самогласник бр. 5а на вокалном трапезу). Понекад се изговара као у [], а у спором, наглашавајућем говору, понекад и као затворено о []. Примери:  'дубок',  'плитак',  'лењ'. Исто вреди и за O у ненаглашеном завршетаку -OS:  'пси'.
4. с акутом (ó) се изговара као отворено о (између о и а; види самогласник број 7 на вокалном трапезу). Примери: toró 'пљусак', gogó 'Адамова јабучица, ótimo 'одличан'.
5. испред завршног, ненаглашеног  или  изговара се као [w]:  'туга'.
6. Наглашено, затворено O, у завршетку -OA често се изговара као дифтонг [], односно []:  'кишица',  'Лисабон',  'особа',  'добра'.
7. у слогу испред наглашених затворених самогласника (i, u, ô, ê), може кадшто, у неким речима, (осим []) попримити и вредност []:  'леп',  'кишити',  'спавати'.
8. Наглашено , иза којег не долази носни самогласник изговара се, зависно од речи као отворено о (ó) или као затворено о (ô) тј. []. Правила нема, те се ради ортоепије мора посегнути за речником.
9. У свим осталим случајевима  се изговара као затворено о []:  'становати',  'научити (напамет)',  'фотографија',  'разговорни',  'морфологија' итд.

### Сугласници
Сугласници b, f, p и v се изговарају као у нашем језику. H се никада не изговара. J се увек изговара као нашем језику [ж],  као [],  као [ш], а q као []. Изговор графема c, d, g и t зависи од графемима који долазе иза њих:
| графем | испред | испред испред ненаглашеног (када се изговара као []) | испред у другим положајима |
| ------ | ------ | ---------------------------------------------------- | -------------------------- |

Текући сугласници се изговарају као што следи:
| ликвида | на почетку речи | на крају слога или речи | након назалног вокала | двострука | у осталим случајевима |
| ------- | --------------- | ----------------------- | --------------------- | --------- | --------------------- |

Двослов LH
се најчешће изговара као неспојено l'j (дакле као комбинација л + ј []), слично словенском lj: 
 'острво',  'син'. Полусамогласник ј [] из скупа l’j [] се најчешће не изговара, дакле LH је []:
1. [ε]:  ‘žena’;  Гуилхерме;
2. испед диграфа NH [ỹ]:  'синчић';  'календар'.

Графем X
1. на почетку речи се изговара као [] (као нпр. у xícara 'шољица');
2. на крају речи се изговара као [] (као у нпр. tórax 'прсни кош, торакс');
3. испред сугласника изговара се као [] (као нпр. у  'објаснити').
4. између самогласника, може попримити вредности:

---[] (као у exame 'испит'),
---[] (као у  'близак'),
---[] (као у vexame 'срамота'),
---[] (као у táxi 'такси').
Не постоје правила изговарања интервокалног X, па се ваља послужити речником.

## Граматика
Португалски језик је сачувао конјугацију из латинског језика више него други романски језици. Овде су наведене особине португалске граматике које су изузетак у односу на друге романске језике. 
- Презент перфект има значење које је јединствено међу романским језицима, а то је да означава акцију која је почела у прошлости, али ће се понављати у будућности. На пример, реченица: Tenho tentado falar com ela значи: „Покушавао сам да говорим са њом“, а не: „Покушао сам да говорим са њом“.
- Будући конјунктив, који је некада постојао у шпанском, још се користи у говорном португалском језику. Појављује се у зависној реченици да би означио услов у будућности. Други романски језици употребљавају садашње време у овој функцији (футур други у српском).

Ако будем изабран за председника, променићу закон.
- Лични инфинитиви имају наставке у складу са лицем и бројем. Пример: É melhor voltares, „Боље је да се вратиш“.

## Примери
Члан 1 Универзалне декларације о људским правима
```
Todos os seres humanos nascem livres e iguais em dignidade e 
em direitos. Dotados de razão e de consciência, 
devem agir uns para com os outros em espírito de fraternidade.

```

- - здраво
- - добар дан
- - збогом
- - да
- - не
- - хвала
- - десно
- - лево
- - Говориш ли српски?

### Фонологија, ортографија и граматика
- Barbosa, Plínio A.; Albano, Eleonora C. (2004). „Brazilian Portuguese”. Journal of the International Phonetic Association. 34 (2): 227—232. S2CID 263734674. doi:10.1017/S0025100304001756.
- Bisol, Leda (2005), Introdução a estudos de fonologia do português brasileiro (на језику: Portuguese), Porto Alegre – Rio Grande do Sul: EDIPUCRS, ISBN 978-85-7430-529-5
- Cruz-Ferreira, Madalena (1995). „European Portuguese”. Journal of the International Phonetic Association. 25 (2): 90—94. S2CID 249414876. doi:10.1017/S0025100300005223.
- Grønnum, Nina (2005), Fonetik og fonologi, Almen og Dansk (3rd изд.), Copenhagen: Akademisk Forlag, ISBN 978-87-500-3865-8
- Mateus, Maria Helena; d'Andrade, Ernesto (2000), The Phonology of Portuguese, Oxford University Press, ISBN 978-0-19-823581-1
- Rodrigues, Marisandra Costa (2012), Encontros Vocálicos Finais em Português: Descrição e Análise Otimalista (PDF) (thesis), Universidade Federal do Rio de Janeiro, Архивирано из оригинала (PDF) 11. 10. 2017. г., Приступљено 10. 06. 2017
- Thomas, Earl W. (1974), A Grammar of Spoken Brazilian Portuguese, Nashville, TN: Vanderbilt University Press, ISBN 978-0-8265-1197-3

### Лингвистичке студије
- 2013
- Cook, Manuela (1997). „Uma Teoria de Interpretação das Formas de Tratamento na Língua Portuguesa”. Hispania. 80 (3): 451—464. JSTOR 345821. doi:10.2307/345821.
- 1995